# Каср Абу-Хади
Каср Абу-Хади или Гаср-бу-Хади (араб. قصر ابو هادي‎) — деревня, фактически пригород и часть Сирта. Расположен в 20 км к югу от Сирта и в 2 км к востоку от международного аэропорта Гардабия.

## История
Каср Абу-Хади известен тем, что именно тут 7 июня 1942 года в бедуинской палатке родился лидер Ливийской Джамахирии Муаммар Каддафи.

### Гражданская война
Во время Гражданской войны в Ливии деревня долго оставалась под контролем каддафистов, но 3 октября 2011 года её взяли отряды ПНС.